# Gai Claudi Centó (general)
Gai Claudi Centó (en llatí Caius Claudius Centho o Cento) va ser un militar romà. Era probablement net de Caius Claudius APP. F. C. N. Centho o Cento. Formava part de la gens Clàudia, i era de la família dels Claudi Centó.
Va servir sota el cònsol Publi Sulpici Servi Galba Màxim l'any 200 aC en la guerra contra Filip V de Macedònia. Va ser enviat per intentar aixecar el setge d'Atenes, rodejada per un exèrcit macedònic, i ho va aconseguir. Llavors va ocupar Calcis (Eubea) i va derrotar en alguns encontres a les forces de Filip que va haver de dirigir-se personalment cap a Atenes.